# Peter Jørgen Gøhlmann
Peter Jørgen Gøhlmann (1809 – 1884) var én af de betydeligste erhvervsdrivende i Kolding i 1800-tallet.
Han blev født i Haderslev. 
Som 22-årig fik P.J. Gøhlmann i 1831 borgerskab i Kolding som garver. Han etablerede et garveri i Låsbygade, hvor han byggede stor gård på adressen Låsbygade 14, hvor først dansestedet Casino og senere Kolding Ferieby fik adresse.
Som erhvervsmand var han meget aktiv. Han etablerede et teglværk og på Kolding Havn havde han et kalkbrænderi. Som bygherre opførte han hovedparten af husene på østsiden af gaden Langelinie og de fleste af husene på den nordlige side af Blæsbjerggade. Han drev også saltkogeri, cindersbrænderi og mølle. Han drev også et par landejendomme i Ejstrup og forsøgte sig som skibsreder. Omkring 1880 flyttede han ned på havnen i den ejendom, der siden blev kendt som Skandinavien.
I Kolding er han mindet ved vejnavnet Gøhlmannsvej og Gøhlmanns Vandtårn.